# 造紙大王
造紙大王是用以稱呼在造紙業上有特殊表現人物的稱號，有以下人物:
- 徐大統--民國時期上海著名企業家，有「造紙大王」之稱。
- 張茵--中國造紙大王[1]
- 李文俊--香港造紙大王[2]
- 黄奕聰--印尼造紙大王[3]

## 資料來源
1. ↑  造纸大王张茵CBD拿地 玖龙称计划建造写字楼 [永久]
2. ↑  .   [2010-12-28]. （原始内容存档于2019-06-06）.
3. ↑  印尼“造纸大王”黄奕聪传奇[永久]